# Saturn IB
El Saturn IB (o Saturn 1B) fou una versió millorada del coet Saturn I, amb un segon tram molt més potent, el S-IVB. Va ser produït per les empreses Chrysler (tram S-IB) i McDonnell Douglas (tram S-IVB). Es considera l'antecessor del poderós Saturn V, destinat a provar el mòdul de comandament per vols en òrbita terrestre. Al contrari que l'anterior Saturn I, l'IB tenia prou càrrega útil per posar tant el mòdul de comandament com el mòdul lunar en òrbita terrestre. Això el va fer molt valuós per realitzar proves amb les naus de l'Apollo mentre el Saturn V que l'enviaria més tard a la Lluna estava encara en procés de desenvolupament.

## Especificacions
| Paràmetre             | S-IB - 1r tram | S-IVB - 2n tram | Unitat d'instruments | Adaptador Nau-ML           |
| --------------------- | -------------- | --------------- | -------------------- | -------------------------- |
| Altura (m)            | 25.5           | 17.8            | 9.1                  | 8.5                        |
| Diàmetre (m)          | 6.6            | 6.6             | 6.6                  | 6.6 i s'estreny fins a 3.9 |
| Massa bruta (kg)      | 458,107        | 119,920         | 1,980                | 1,837                      |
| Massa en el buit (kg) | 45,267         | 13,311          | N/A                  | N/A                        |
| Motors                | Vuit H-1       | Un J-2          | N/A                  | N/A                        |
| Empenyiment (kN)      | 7,582          | 1,020           | N/A                  | N/A                        |
| Isp (s)               | 288            | 421             | N/A                  | N/A                        |
| Isp (kN·s/kg)         | 2.82           | 4.13            | N/A                  | N/A                        |
| Durada combustió (s)  | 150            | 470             | N/A                  | N/A                        |
| Propel·lent           | LOX/RP-1       | LOX/LH2         | N/A                  | N/A                        |

### Tram S-IB

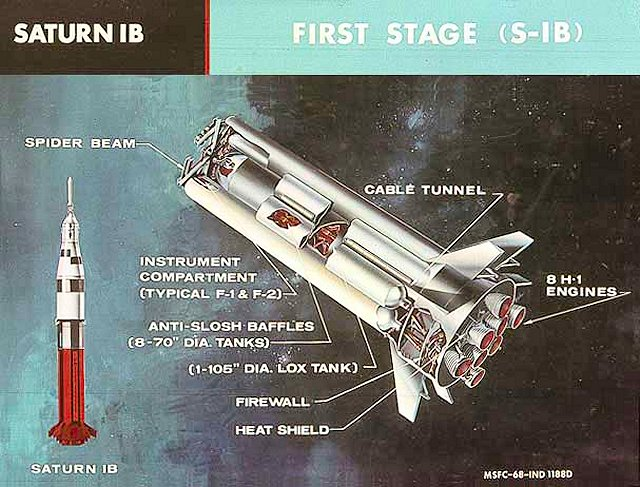
Diagrama del primer tram (S-IB) del coet Saturn IB

El primer tram és un coet de vuit motors per a missions d'òrbita terrestre. Es compon de nou tancs de propel·lent, vuit aletes, un conjunt d'estructures per a l'impuls, vuit motors H-1 i altres components. Els contenidors de propel·lent consisteixen en vuit tancs Redstone (quatre contenen LOX i quatre contenen RP-1) agrupats al voltant d'un tanc PGM-19 Jupiter, que conté LOX. Els quatre motors exteriors poden ser dirigits per controlar el coet.
- Altura: 25,5 m
- Diàmetre: 6,6 m
- Nombre d'aletes: 8
- Envergadura: 5,5 m
- Motors: 8 H-1
- Empenyiment: 7,1 MN
- Combustible: RP-1 (querosè refinat) 155 m³
- Oxidant: Oxigen líquid (LOX) 250 m³
- Durada de la combustió: 2,5 min
- Altitud després de la combustió: 68 km

### Tram S-IVB

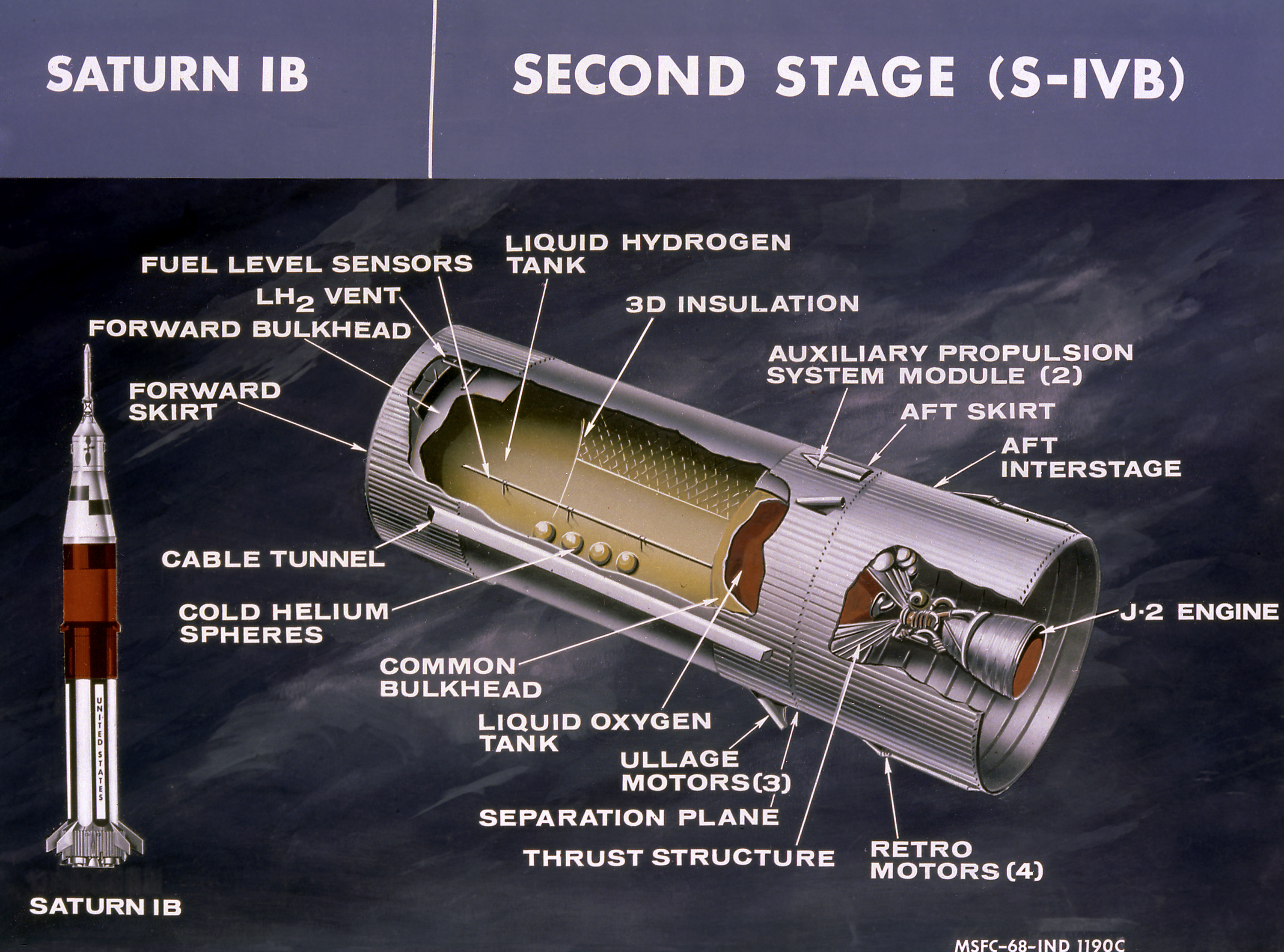
Diagrama del segon tram (S-IVB) del Saturn IB

El segon tram (S-IVB-200) és similar al tercer tram (S-IVB-500) del Saturn V, amb l'excepció de l'adaptador intertram, petits mòduls auxiliars de control de la propulsió i la manca de capacitat de reinicialitzar el motor per col·locarse en òrbita. És propulsat per un únic motor J-2. Els tancs de carburant i oxidant compartien una "mampara comuna". Això reduïa el pes del coet en deu tones i la seva distància en tres metres.
- Altura: 17,8 m
- Diàmetre: 6,6 m
- Nombre d'aletes: 0
- Motors: 1 J-2
- Empenyiment: 890 kN
- Combustible: Hidrogen líquid (LH2) 242 m³
- Oxidant: Oxigen líquid (LOX) 76 m³
- Durada de la combustió: 7 min aprox.
- Altitud després de la combustió (pel Saturn IB): òrbita

## Durada del vol
| Launch Event                      | Time (s) | Altitude (km) |
| --------------------------------- | -------- | ------------- |
| Ordre d'ignició                   | -3,02    | .             |
| Primer moviment                   | -0,19    | .             |
| Enlairament                       | 0,00     | .             |
| Maniobra d'orientació             | 10,0     | .             |
| Maniobra de rotació               | 10,0     | .             |
| Final maniobra de rotació         | 38,0     | .             |
| Mach U                            | 62,18    | 7,63          |
| Max Q                             | 75,5     | 12,16         |
| Freeze Tilt                       | 134,40   | .             |
| Final combustió motor intern      | 140,65   | .             |
| Final combustió motor extern      | 144,32   | .             |
| Encesa coets Ullage               | 145,37   | .             |
| Separació S-IB / S-IVB            | 145,59   | .             |
| Ignició S-IVB                     | 146,97   | .             |
| Final de combustió coets Ullage   | 148,33   | .             |
| Separació coets Ullage            | 156,58   | .             |
| Separació LES                     | 163,28   | .             |
| Maniobra d'orientació             | 613,95   | .             |
| Separació S-IVB                   | 616,76   | .             |
| Posada en òrbita                  | 626,76   | .             |
| Inici seqüència separació Nau/CSM | 663,11   | .             |
| Separació de la nau               | 728,31   | .             |

## Vehicles i llançaments

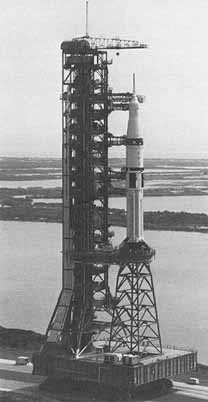
Muntatge per a subjectar el Saturn IB mentre és transportat al LC-39B en la plataforma mòbil

Els Saturn IB originals per l'Apollo van ser llançats des de l'LC-34 i l'LC-37, a Cap Canaveral (Florida, EUA).
El Saturn IB es va tornar a fer servir més tard per a vols tripulats de l'Skylab i el Projecte de prova Apollo-Soyuz. Els models usats llavors ja no tenien la combinació alternada de tancs negres i blancs que servien de distintiu per a les primeres produccions d'aquests. Aquests llançaments van ser realitzats des de l'LC-39B, Centre Espacial Kennedy, fent servir un muntatge de bastides que subjectaven el coet fins a l'altura del braç d'accés per a la tripulació de la plataforma mòbil del llançador.
| SA-201 | AS-201                                                                                                 | 20.820 | 26 de febrer de 1966 | Prova no tripulada suborbital del Bloc I del CSM | | |                                                                                                   |
| SA-203 | AS-203                                                                                                 | - | 5 de juliol de 1966 | Prova no tripulada del comportament en òrbita de LH2 sense carburar per donar suport al disseny de reinici de l'S-IVB-500                                                                                               | | |                                                                                                   |
| SA-202 | AS-202                                                                                                 | 25.810 | 25 d'agost de 1966 | Prova no tripulada suborbital del Bloc I del CSM | | |                                                                                                   |
| SA-204 | Apollo 1                                                                                               | 20.412 | Havia de ser el primer vol tripulat orbital de prova del Bloc I del CSM. Un incendi a la cabina causà la mort dels astronautes i va danyar el CM durant un assaig abans del llançament previst pel 21 de febrer de 1967 | Havia de ser el primer vol tripulat orbital de prova del Bloc I del CSM. Un incendi a la cabina causà la mort dels astronautes i va danyar el CM durant un assaig abans del llançament previst pel 21 de febrer de 1967 | Havia de ser el primer vol tripulat orbital de prova del Bloc I del CSM. Un incendi a la cabina causà la mort dels astronautes i va danyar el CM durant un assaig abans del llançament previst pel 21 de febrer de 1967 | Havia de ser el primer vol tripulat orbital de prova del Bloc I del CSM. Un incendi a la cabina causà la mort dels astronautes i va danyar el CM durant un assaig abans del llançament previst pel 21 de febrer de 1967 |                                                                                                   |
| SA-204 | Apollo 5                                                                                               | 14.360 | 22 de gener de 1968 | Prova de vol orbital no tripulat del mòdul lunar, va utilitzar el vehicle de llançament de l'Apollo 1 | | |                                                                                                   |
| SA-205 | Apollo 7                                                                                               | 16.520 | 11 d'octubre de 1968 | Prova de vol orbital tripulat del Bloc II del CSM | | |                                                                                                   |
| SA-206 | Skylab 2                                                                                               | 19.979 | 25 de març de 1973 | El Bloc II del CSM va transportar la primera tripulació a l'estació en òrbita Skylab | | |                                                                                                   |
| SA-207 | Skylab 3                                                                                               | 20.121 | 28 de juliol de 1973 | El Bloc II del CSM va transportar la segona tripulació a l'estació en òrbita Skylab | | |                                                                                                   |
| SA-208 | AS-208                                                                                                 | CSM-119 a l'espera del rescat de l'Skylab 3; no necessària                                                            | CSM-119 a l'espera del rescat de l'Skylab 3; no necessària | CSM-119 a l'espera del rescat de l'Skylab 3; no necessària | CSM-119 a l'espera del rescat de l'Skylab 3; no necessària | |                                                                                                   |
| SA-208 | Skylab 4                                                                                               | 20.847 | 16 de novembre de 1973 | El Bloc II del CSM va transportar la tercera tripulació a l'estació en òrbita Skylab | | |                                                                                                   |
| SA-209 | AS-209                                                                                                 | CSM-119 a l'espera del rescat de l'Skylab 4 i més tard de l'Apollo-Soyuz; no necessària                               | CSM-119 a l'espera del rescat de l'Skylab 4 i més tard de l'Apollo-Soyuz; no necessària | CSM-119 a l'espera del rescat de l'Skylab 4 i més tard de l'Apollo-Soyuz; no necessària | CSM-119 a l'espera del rescat de l'Skylab 4 i més tard de l'Apollo-Soyuz; no necessària | |                                                                                                   |
| SA-209 | Skylab 5                                                                                               | Missió del CSM planejada per a mantenir l'Skylab en òrbita mentre es preparava el transbordador espacial; cancel·lada | Missió del CSM planejada per a mantenir l'Skylab en òrbita mentre es preparava el transbordador espacial; cancel·lada                                                                                                   | Missió del CSM planejada per a mantenir l'Skylab en òrbita mentre es preparava el transbordador espacial; cancel·lada                                                                                                   | Missió del CSM planejada per a mantenir l'Skylab en òrbita mentre es preparava el transbordador espacial; cancel·lada                                                                                                   | |                                                                                                   |
| SA-210 | ASTP                                                                                                   | 16.780 | 15 de juliol de 1975 | CSM de l'Apollo amb un mòdul d'adaptació especial, junt amb el Soyuz 19. Últim vol del Saturn IB. | CSM de l'Apollo amb un mòdul d'adaptació especial, junt amb el Soyuz 19. Últim vol del Saturn IB. | CSM de l'Apollo amb un mòdul d'adaptació especial, junt amb el Soyuz 19. Últim vol del Saturn IB. | CSM de l'Apollo amb un mòdul d'adaptació especial, junt amb el Soyuz 19. Últim vol del Saturn IB. |
| SA-211 | Sense fer servir. Primer tram rebutjat. Tram S-IVB convertit i utilitzat en l'estació espacial Skylab. | Sense fer servir. Primer tram rebutjat. Tram S-IVB convertit i utilitzat en l'estació espacial Skylab.                | Sense fer servir. Primer tram rebutjat. Tram S-IVB convertit i utilitzat en l'estació espacial Skylab. | Sense fer servir. Primer tram rebutjat. Tram S-IVB convertit i utilitzat en l'estació espacial Skylab. | | |                                                                                                   |
| SA-213 | Només construït el primer tram. Rebutjat sense fer servir.                                             | Només construït el primer tram. Rebutjat sense fer servir.                                                            | Només construït el primer tram. Rebutjat sense fer servir. | Només construït el primer tram. Rebutjat sense fer servir. | | |                                                                                                   |
| SA-214 | Només construït el primer tram. Rebutjat sense fer servir.                                             | Només construït el primer tram. Rebutjat sense fer servir.                                                            | Només construït el primer tram. Rebutjat sense fer servir. | Només construït el primer tram. Rebutjat sense fer servir. | | |                                                                                                   |

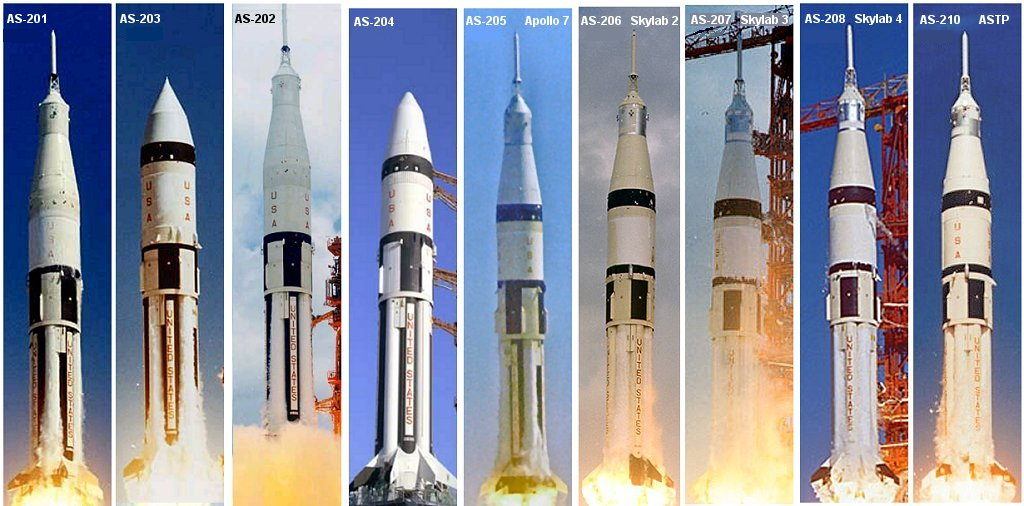
Tots els llançaments del Saturn-IB, des de l'AS-201 fins a l'ASTP

Hi ha tres llocs on estan exposats els vehicles Saturn 1B (o parts d'aquests):
- El model SA-209 està exposat al Centre Espacial Kennedy (Florida, EUA). Degut a una corrosió severa, els motors del primer tram i el mòdul de comandament van ser reemplaçats per duplicats en els anys 1993-1994.[2]
- El primer tram de l'SA-211 està exposat juntament amb el tram S-IVB-S ("Battleship") a l'Alabama Welcome Center a Ardmore (Alabama).[2]
- El tram S-IVB de l'SA-211 va ser reconvertit en una maqueta a mida real del Skylab i està exposat al U.S. Space and Rocket Center a Huntsville (Alabama, EUA).[2]